# Simnas
Simnas ( escoltar (?·pàg.)) és una ciutat de Lituània de la regió de Dzūkija al comtat d'Alytus situada a 23 km, aproximadament a l'oest d'Alytus.
Es troba als afores de la ciutat un monument en honor dels jueus assassinats pel ejercit nazi durant la Segona Guerra Mundial.

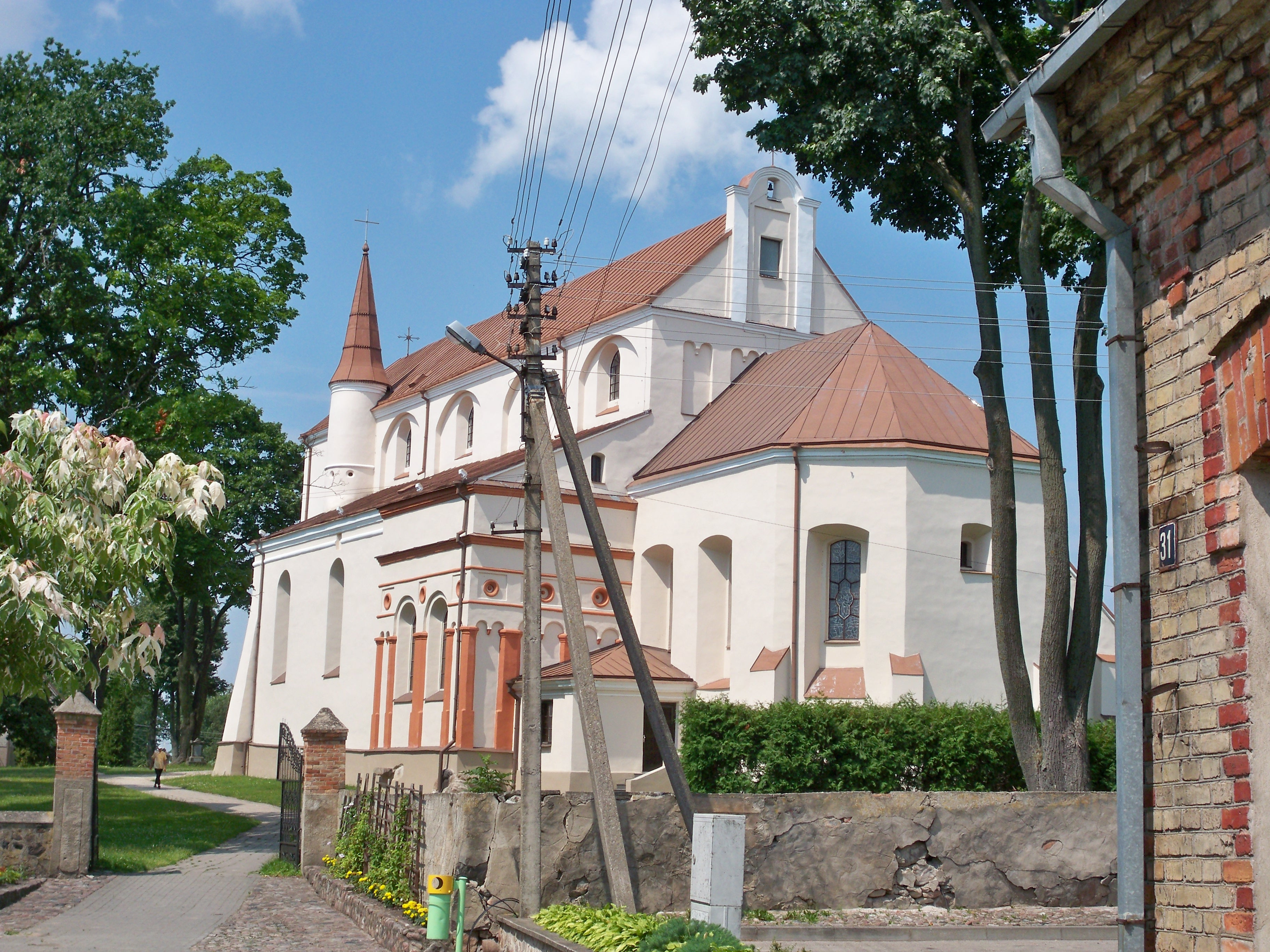
Església de Simnas